# Veritas (šicí stroje)

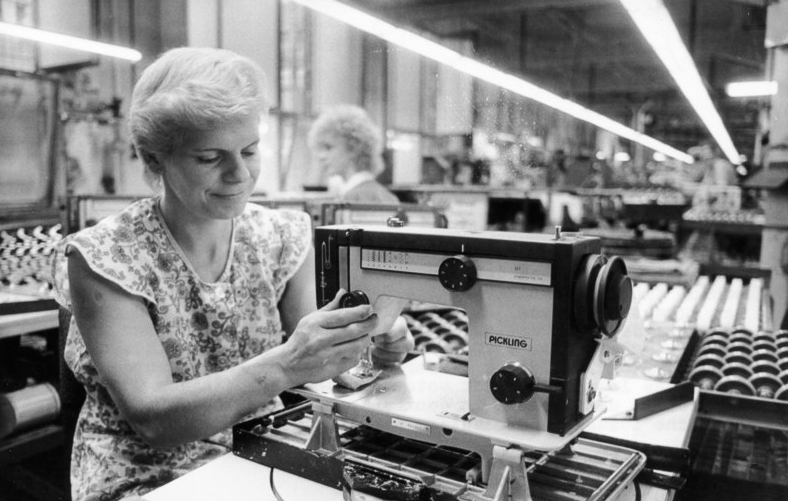
Výroba stroje Veritas v továrně ve Wittenberge.

Veritas (veritaska) je značka šicích strojů vyráběná v Německu. Zakladatelem značky byl August Clemens Müller.

## Historie

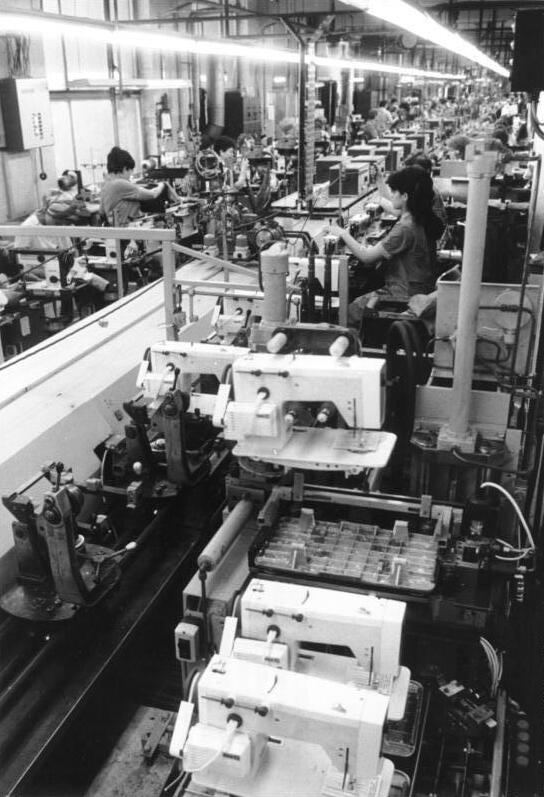
Výroba šicího stroje Veritas.

Model s názvem Veritas si nechal Müller patentovat v roce 1894, jméno pak bylo používáno jeho potomky i pro další modely. Po druhé světové válce byly Müllerovy drážďanské továrny znárodněny a přejmenovány na VEB Mechanik. Do roku 1952 bylo vyprodukováno asi 2 miliony strojů s označením Veritas.
Dne 2. října 1955 byla výroba strojů Veritas přenesena ze závodu v Drážďanech do továrny VEB Nähmaschinenwerk ve Wittenbergu, v blízkosti Schwerinu. Práva na značku Veritas byla také převedena do továrny. Závod ve Wittenbergu byl založen v roce 1903 a patřil ke koncernu produkující stroje Singer. V tomto městě byly vyráběny známé šicí stroje této společnosti a téměř celé 20. století byl Wittenberg v Evropě nazýván „městem šicích strojů“. V 70. a 80. letech dosáhla roční výroba ve Wittenbergu 400 000 strojů. V roce 2002 společnost převzala společnost Crown Technics, pobočka švýcarského koncernu Bernina Holding AG.

## Modely
Modelů se za dlouhou dobu fungování továrny vyrobilo velké množství, zde jsou zatím uvedeny pouze ty nejvýraznější, dodnes používané. Většina modelů v 60-80. letech byla koncipována tak, aby šla použít jak se šlapacím pohonem, tak s elektrickým motorkem. Stejný typ stroje se tak prodával jak v kufříkové variantě, tak ve skříňové. Jednalo se o modely s kovovým vnitřkem a rotačním chapačem, které se poměrně snadno opravují.

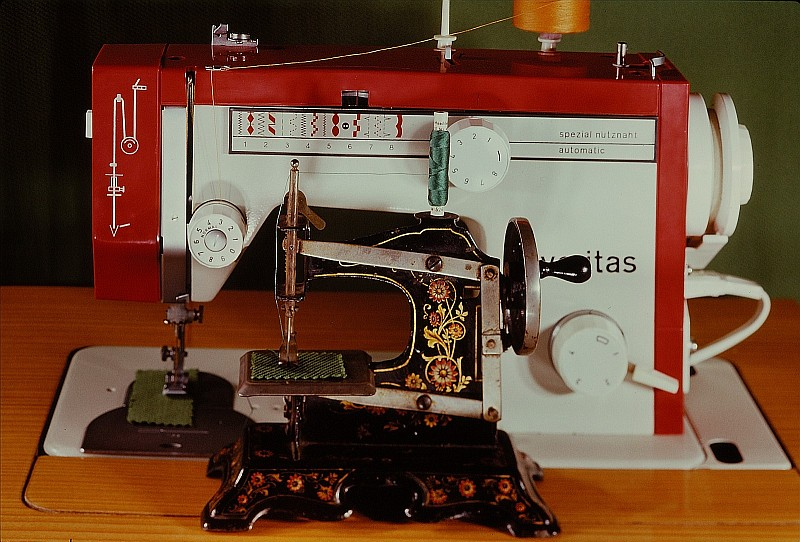
2 modely šicího stroje Veritas

Veritas Textima 8014/35 Vyráběné v 70. letech, šedá + bílá, zaoblené tvar, motorek zvenku
Veritas Textima 8014/40 Vyráběné v 80. letech, béžová + bílá/hnědá, hranatější vzhled, motorek Tur2
Veritas Rubina Vyráběné v 80. letech, šedá + modrá, motorek zvenku, vyšší hustota stehů se u některých verzí dělala vsunutím trojúhelníkového dílu k zapošívací páčce.
Veritas Famula Vyráběné v 80. letech, šedá + modrá, verze elektronik měla integrovaný motorek v těle stroje, volné rameno, regulaci rychlosti šití posouvací páčkou a vyšší hustota stehů se u některých verzí dělala vsunutím trojúhelníkového dílku k zapošívací páčce.

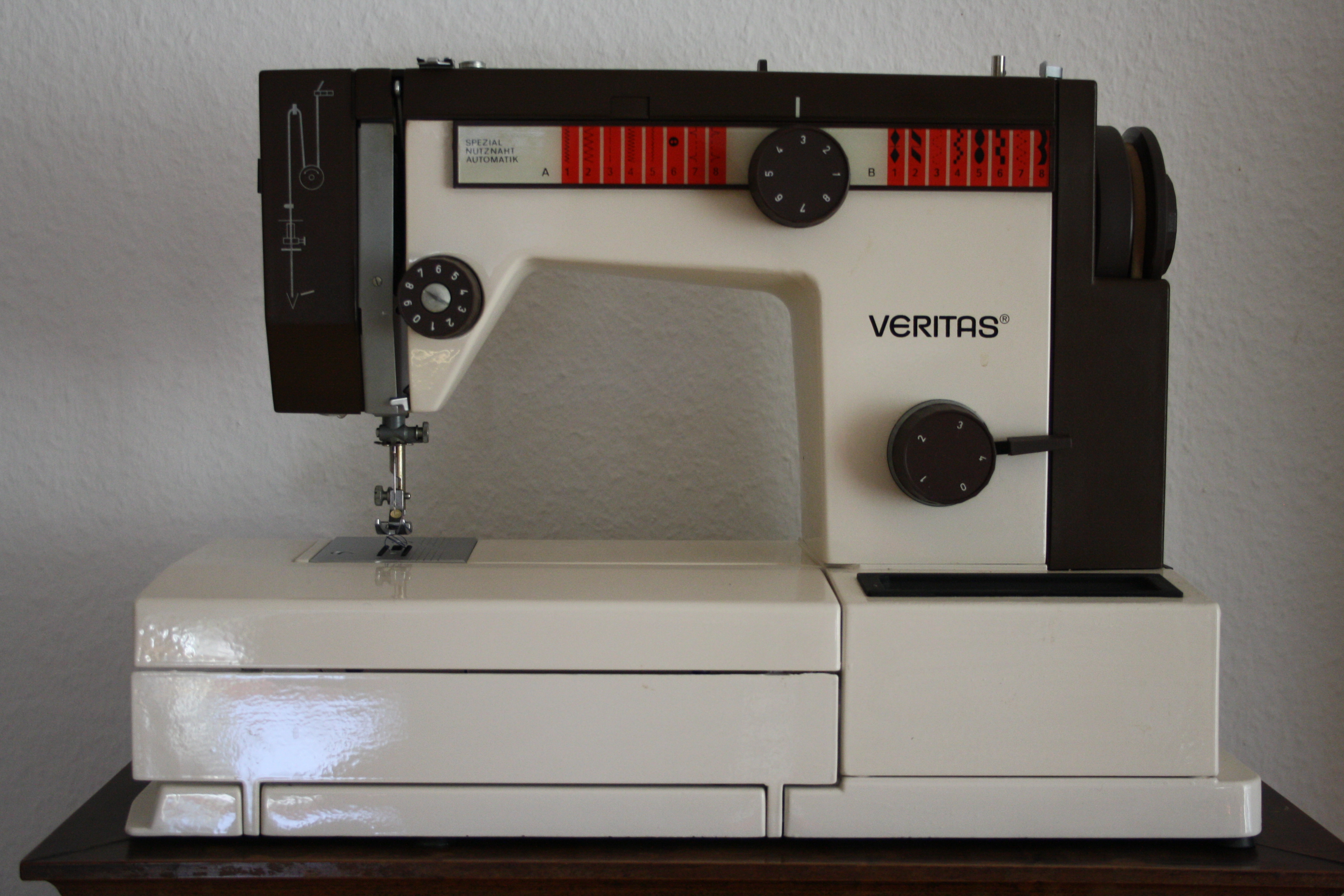
Šicí stroj Veritas, 1985. Typ s motorem integrovaným uvnitř těla stroje a volným ramenem.

Veritas Columba Vyráběné v 80. letech, bílá + hnědá, verze elektronik měla integrovaný motorek v těle stroje